# الكوما (وشحة)

تعديل مصدري - تعديل

الكوما هي إحدى قرى عزلة ضاعن بمديرية وشحة التابعة لمحافظة حجة، بلغ تعداد سكانها 1358 نسمة حسب تعداد اليمن لعام 2004.